# Slovenska republiška liga 1968-1969
La Slovenska republiška nogometna liga 1968./69. (it. "Campionato calcistico della Repubblica di Slovenia 1968-69") fu la ventunesima edizione del campionato della Repubblica Socialista di Slovenia. In questa stagione era nel terzo livello della piramide calcistica jugoslava.
Il campionato venne vinto dallo Železničar Maribor, al suo secondo titolo nella slovenia repubblicana, il quarto in totale, contando anche i due vinti durante gli anni della sottofederazione di Zagabria.

Questa vittoria diede ai bianco-blu la promozione diretta in Druga Liga 1969-1970.
Il capocannoniere del torneo fu Ivan Purgaj, dello Železničar Maribor, con 28 reti.

## Squadre partecipanti
| Squadra       | Città       | Stagione 1967-68 | Stagione 1967-68  |
| Squadra       | Città       | Pos.             | Divisione         |
| ------------- | ----------- | ---------------- | ----------------- |
| Kladivar      | Celje       | 3°               | Slovenska zona    |
| Slavija Vevče | Lubiana     | 4°               | Slovenska zona    |
| Triglav       | Kranj       | 5°               | Slovenska zona    |
| Koper         | Capodistria | 6°               | Slovenska zona    |
| Gorica        | Nova Gorica | 7°               | Slovenska zona    |
| Železničar    | Maribor     | 8°               | Slovenska zona    |
| Rudar         | Trbovlje    | 9°               | Slovenska zona    |
| Kovinar       | Maribor     | 10°              | Slovenska zona    |
| Svoboda       | Lubiana     | 11°              | Slovenska zona    |
| Hrastnik      | Hrastnik    | 12°              | Slovenska zona    |
| Ilirija       | Lubiana     | 1°               | Zonska liga Ovest |
| Nafta         | Lendava     | 1°               | Zonska liga Est   |

## Classifica
|  | Pos. | Squadra            | Pt | G  | V  | N | P  | GF | GS | DR  |
|  | ---- | ------------------ | -- | -- | -- | - | -- | -- | -- | --- |
|  | 1.   | Železničar Maribor | 31 | 22 | 13 | 5 | 4  | 62 | 31 | +31 |
|  | 2.   | Gorica             | 28 | 22 | 12 | 4 | 6  | 51 | 29 | +22 |
|  | 3.   | Svoboda            | 28 | 22 | 12 | 4 | 6  | 47 | 29 | +18 |
|  | 4.   | Rudar Trbovlje     | 28 | 22 | 12 | 4 | 6  | 40 | 24 | +16 |
|  | 5.   | Slavija Vevče      | 27 | 22 | 12 | 3 | 7  | 37 | 34 | +3  |
|  | 6.   | Nafta              | 25 | 22 | 8  | 9 | 5  | 33 | 35 | −2  |
|  | 7.   | Ilirija            | 21 | 22 | 8  | 5 | 9  | 30 | 35 | −5  |
|  | 8.   | Kladivar Celje     | 19 | 22 | 8  | 3 | 11 | 34 | 39 | −5  |
|  | 9.   | Kovinar Maribor    | 19 | 22 | 6  | 7 | 9  | 28 | 37 | −9  |
|  | 10.  | Triglav            | 16 | 22 | 6  | 4 | 12 | 30 | 42 | −12 |
|  | 11.  | Koper              | 13 | 22 | 5  | 3 | 14 | 22 | 43 | −21 |
|  | 12.  | Hrastnik           | 9  | 22 | 2  | 5 | 15 | 18 | 54 | −36 |

Legenda:
      Promosso in Druga Liga 1969-1970.
      Retrocesso nella divisione inferiore.
Note:
Due punti a vittoria, uno a pareggio, zero a sconfitta.

## Divisione inferiore
| Girone                                                                  | Vincitore  | 2º posto | 3º posto      |
| ----------------------------------------------------------------------- | ---------- | -------- | ------------- |
| Zonska liga Est                                                         | Drava Ptuj | Krško    | Rudar Velenje |
| Zonska liga Ovest                                                       | Izola      | Primorje | Zagorje       |
| In grassetto le squadre promosse in Slovenska republiška liga 1969-1970 |            |          |               |